# Камелия масличная
Камелия масличная (лат. Camellia oleifera) — растение семейства Чайные, вид рода Камелия, произрастающее в Китае, в лесах, по берегам рек, на высотах 500-1300 м над уровнем моря. Иногда там культивируется ради богатых жирным маслом семян.

## Биологическое описание
Это вечнозелёное дерево высотой до 10 м. Ствол диаметром до 20 см покрыт коричневой корой. Листья очередные простые кожистые черешковые, яйцевидной формы, заострённые или тупые на вершине. Цветки белые двуполые одиночные или парные пазушные, появляются в сентябре. Период их цветения продолжается до середины октября. Плод — большая коробочка с многочисленными шаровидными семенами длиной до 3 см.